# لغز ليستراد
لغز ليستراد أو بيت العندليب (بالإنجليزية: The Listerdale Mystery) عبارة عن مجموعة قصص قصيرة كتبتها أجاثا كريستي ونشرت لأول مرة في المملكة المتحدة في يونيو 1934. وكل القصص الواردة لم تظهر في أي مجموعة قصص أخرى بل نشرت هنا فقط.

## الترجمة العربية
- قام الاديب الراحل عمر عبد العزيز أمين بترجمة سبعة قصص من هذه المجموعة وجمعت تحت عنوان «جريمة بلا شك» ونشرت من دار ميوزيك للطبع والنشر. وتحمل الرواية الرقم (91) ضمن السلسلة.[1]
- كوخ فيلوميل (Philomel Cottage) ترجم تحت عنوان «الضحية العاشرة» ونشرت مع مجموعة قصص أخرى معنونة ب «الضحية العاشرة وقصص أخرى»، المكتبة الثقافية لبنان بيروت.
- مغامرة السيد إيستوود (Mr. Eastwood's Adventure) ترجم تحت عنوان «استغاثة» ونشرت مع مجموعة قصص أخرى معنونة ب «غانية باريس»، سلسلة روايات الجيب.[2]